# Bahnhof Erkrath Nord
Der Bahnhof Erkrath Nord ist einer von vier Haltepunkten mit Personenverkehr in der Stadt Erkrath in Nordrhein-Westfalen und Station der S-Bahn Rhein-Ruhr.

## Lage und Aufbau
Der Bahnhof liegt im Norden von Alt-Erkrath und ist vor allem für Pendler in den Raum Düsseldorf von Bedeutung. Der Erkrather Markt ist etwa 1 km vom Haltepunkt entfernt. Im südlichen Bereich von Alt-Erkrath befindet sich ein zweiter S-Bahn-Halt, Erkrath, an der Bahnstrecke Düsseldorf–Elberfeld.

## Geschichte
Der Haltepunkt wurde 1905 an der Bahnstrecke Düsseldorf-Derendorf–Dortmund Süd eröffnet. Seit 1914 trägt er die Bezeichnung „Bahnhof“. Seit 1999 ist er Halt der Regiobahn, die die Strecke 1998 gekauft hat.

## Bedienung
Der S-Bahnhof Erkrath Nord der Linie S 28 der S-Bahn Rhein-Ruhr besitzt zwei Seitenbahnsteige mit direktem Zugang zur Straße Heideweg. Der Haltepunkt wird im Busverkehr lediglich vom Bürgerbus Erkrath bedient.
| Linie | Verlauf | Takt                                                                                         |
| ----- | --- | -------------------------------------------------------------------------------------------- |
| S 28  | Kaarster See – Kaarster Bahnhof – Kaarst Mitte/Holzbüttgen – IKEA Kaarst – Neuss Hbf – NE Am Kaiser – NE Rheinpark-Center – D-Hamm – D-Völklinger Straße – D-Bilk – D-Friedrichstadt – Düsseldorf Hbf – D-Flingern – D-Gerresheim – Erkrath Nord – Neanderthal – Mettmann Zentrum – Mettmann Stadtwald – Hahnenfurth-Düssel – W-Vohwinkel – W-Zoologischer Garten – W-Steinbeck – Wuppertal Hbf Stand: Fahrplanwechsel Dezember 2023 | 20 min (wochentags) 20/40 min (Mettmann–Wuppertal wochentags) 30 min (Wochenenden/Feiertage) |